# Jasper ter Heide
Jasper ter Heide (Amsterdam, 29 maart 1999) is een Nederlands voetballer van Zuid-Koreaanse afkomst die doorgaans als middenvelder speelt.

## Carrière

### Jong Ajax
Jasper ter Heide speelde in de jeugd van SVA Assendelft, ADO '20, AZ en AFC Ajax. In het seizoen 2017/18 maakte hij een paar keer deel uit van de selectie van Jong Ajax, maar kwam in dit seizoen niet in actie. Hij debuteerde voor Jong Ajax in de eerste wedstrijd van het seizoen 2018/19, de met 2-1 verloren uitwedstrijd tegen Roda JC Kerkrade op 17 augustus 2018. Hij kwam in de 63e minuut in het veld voor Dani de Wit. Op 11 februari 2019 scoorde hij zijn eerste doelpunt voor Jong Ajax, in de met 5-1 gewonnen thuiswedstrijd tegen Roda JC Kerkrade. 

### SC Cambuur
In 2020 vertrok hij naar SC Cambuur, waar hij een contract tot medio 2022 tekende. In zijn eerste seizoen werd hij kampioen van de Eerste Divisie en dwong hij promotie af naar de Eredivisie. Op 20 augustus 2022 maakte hij zijn eerste Eredivisiegoal en zijn eerste goal voor Cambuur: hij was trefzeker tegen Fortuna Sittard in een 1-4 overwinning. In het seizoen 2022/23 kwam hij niet veel aan bod en in januari 2023 werd zijn contract ontbonden. In maart 2023 verbond hij zich tot het einde van het seizoen aan het Spaanse CF La Nucía uitkomend in de Primera Federación.

## Statistieken
| Seizoen                        | Club           | Competitie     | Competitie | Competitie | Beker | Beker | Overig | Overig | Totaal | Totaal |
| Seizoen                        | Club           | Competitie     | Wed.       | Dlp.       | Wed.  | Dlp.  | Wed.   | Dlp.   | Wed.   | Dlp.   |
| ------------------------------ | -------------- | -------------- | ---------- | ---------- | ----- | ----- | ------ | ------ | ------ | ------ |
| 2018/19                        | Jong Ajax      | Eerste divisie | 15         | 1          | –     | –     | –      | –      | 15     | 1      |
| 2019/20                        | Jong Ajax      | Eerste divisie | 16         | 1          | –     | –     | –      | –      | 16     | 1      |
| 2020/21                        | SC Cambuur     | Eerste divisie | 23         | 0          | 2     | 0     | –      | –      | 25     | 0      |
| 2021/22                        | SC Cambuur     | Eredivisie     | 16         | 0          | 2     | 0     | –      | –      | 18     | 0      |
| 2022/23                        | SC Cambuur     | Eredivisie     | 4          | 1          | 0     | 0     | –      | –      | 4      | 1      |
| Carrièretotaal                 | Carrièretotaal | Carrièretotaal | 74         | 3          | 4     | 0     | 0      | 0      | 78     | 3      |
| Bijgewerkt op 21 december 2022 |                |                |            |            |       |       |        |        |        |        |